# چراغ‌کوسه نرم
چراغ‌کوسه نرم (نام علمی: Etmopterus pusillus) نام یک گونه از راسته خاردارکوسه‌سانان است.